# ليتسيا دوليرا
ليتسيا دوليرا (بالإسبانية: Leticia Dolera)‏ هي كاتبة سيناريو ومخرجة وممثلة إسبانية، ولدت في 23 أكتوبر 1981 ببرشلونة في إسبانيا.

## وصلات خارجية
- ليتسيا دوليرا على موقع IMDb (الإنجليزية)
- ليتسيا دوليرا على موقع روتن توميتوز (الإنجليزية)
- ليتسيا دوليرا على موقع ألو سيني (الفرنسية)
- ليتسيا دوليرا على موقع تيرنر كلاسيك موفيز (الإنجليزية)
- ليتسيا دوليرا على موقع أول موفي (الإنجليزية)
- ليتسيا دوليرا على موقع قاعدة بيانات الفيلم (الإنجليزية)
- ليتسيا دوليرا على موقع كينوبويسك (الروسية)